# Nikolaj Alekseevič Severcov
Nikolaj Alekseevič Severcov (in russo Николай Алексеевич Северцов?; 1827 – 8 febbraio 1885) è stato un esploratore, naturalista e scienziato russo.
Severcov pubblicò nel 1873 la ricerca Вертикальное и горизонтальное распространение туркестанских животных (Distribuzione verticale ed orizzontale degli esseri viventi del Turkestan), che comprende la prima descrizione mai stata fatta di alcuni animali. Tra questi una razza di argali (pecora selvatica), chiamata successivamente, in suo onore, Ovis ammon severtzovi.
L'Istituto di Ecologia ed Evoluzione dell'Accademia russa delle scienze ha preso il nome da suo figlio Aleksej Nikolaevič Severcov, anche lui zoologo.